# Heinrich Fraenkel
Heinrich Fraenkel (* 28. September 1897 in Lissa; † 25. Mai 1986 in London) war ein britischer Schriftsteller und Schachkomponist deutscher Herkunft. Er trat bei seiner schachlichen Tätigkeit unter dem Pseudonym Assiac auf, dem Ananym des Namens der fiktiven Schachgöttin Caissa.
Besondere Bekanntheit erfuhr Fraenkel in seinen späten Lebensjahren durch seine Biografien über führende Nationalsozialisten.

## Leben
Fraenkel wurde als Sohn jüdischer Eltern geboren. Bei Ausbruch des Ersten Weltkriegs 1914 hielt er sich zufällig in Großbritannien auf, wurde festgenommen und während des Krieges als Enemy Alien auf der Isle of Man interniert. Nach seiner Rückkehr nach Deutschland studierte er in mehreren Universitäten, um schließlich in den 1920ern als Filmkorrespondent und Drehbuchautor zunächst in Berlin und später zwei Jahre lang in Hollywood zu arbeiten.
Nach seiner Rückkehr nach Berlin begann Fraenkel, sich für Politik zu interessieren. Einer Warnung einer Freundin folgend verließ Fraenkel in der Nacht des Reichstagsbrands vom 27. auf den 28. Februar 1933 Berlin, um einer bevorstehenden Verhaftung durch die Nationalsozialisten zu entgehen. Nachdem Fraenkel in London sesshaft wurde, verfasste er dort seine erste Serie von Büchern über Deutschland, die in der nach dem Ende des Zweiten Weltkriegs verfassten Autobiografie Lebe wohl, Deutschland gipfelten.
1943 gehörte Fraenkel zu den Gründungsmitgliedern der Freien Deutschen Bewegung (FDB) in Großbritannien, trat jedoch 1944  wegen der Haltung der UdSSR und KPD in der Deutschlandfrage wieder aus.
In einer 25-jährigen Zusammenarbeit mit Roger Manvell verfasste Fraenkel eine Reihe biografischer Studien führender Persönlichkeiten des Dritten Reiches und des Widerstands gegen den Nationalsozialismus. Für diese Arbeiten wurde er 1967 mit dem Verdienstorden der Bundesrepublik Deutschland erster Klasse ausgezeichnet.
Fraenkel verstarb im Londoner Stadtteil Ealing.

## Als Drehbuchautor (Auswahl)
- 1930: Der Tanz geht weiter
- 1930: Die heilige Flamme
- 1934: Jud Süß

## Schach
Während des Ersten Weltkriegs spielte Fraenkel auf der Isle of Man viel Schach. Fraenkel führte als „Assiac“ ab 1949 eine Kolumne im New Statesman, die vorwiegend Studien behandelte. Nach dem Tod des Chefredakteurs Kingsley Martin verschlechterten sich die Beziehungen zwischen Fraenkel und dem New Statesman, bis 1976 die Kolumne von der Redaktion ohne Vorwarnung an Tony Miles übergeben wurde.

## Veröffentlichungen (Auswahl)
- Unsterblicher Film. (2 Bände) Kindler, München 1956/1957
- mit Roger Manvell: Doctor Goebbels: His Life & Death. 1960 (deutsche Erstausgabe: Joseph Goebbels. Eine Biographie. Kiepenheuer & Witsch, Köln/Berlin 1960)[2]
- mit Roger Manvell: Goering: The Rise and Fall of the Notorious Nazi Leader. Simon and Schuster 1962
- mit Roger Manvell: The July Plot (englischer Originaltitel) / The Men Who Tried to Kill Hitler (amerikanischer Originaltitel). Deutsche Ausgabe: Der 20. Juli. Berlin 1964
- mit Roger Manvell: Heinrich Himmler: The SS, Gestapo, His Life and Career. Putnam 1965
- mit Roger Manvell: The men who tried to kill Hitler, Poed Books, London 1966, DNB 366591207.
- mit Roger Manvell: Hess: A Biography. MacGibbon and Kee, London 1971
- mit Roger Manvell: The German Cinema. London 1971
- mit Roger Manvell: The Hundred Days to Hitler. St. Martin's Press, New York 1974

Fraenkel schrieb das Vorwort zu Sex and Society in Nazi Germany und bearbeitete dieses ursprünglich unter dem Titel Das saubere Reich (Scherz Verlag, Bern und München 1972) auf Deutsch erschienene Buch von Hans Peter Bleuel in der englischen Übersetzung von John Maxwell Brownjohn. (J. P. Lippincott, Philadelphia 1973)
Seine Schachbücher The pleasures of chess (1952) und The delights of chess (1960) wurden ins Deutsche übersetzt und erschienen unter den Titeln Vergnügliches Schachbuch (1953) und Noch ein vergnügliches Schachbuch (1974). Außerdem schrieb er zusammen mit Kevin O’Connell das Buch Opening preparation (1982). Für Herbert Heinickes Kunst des Positionsspiels (1981) verfasste Fraenkel den biographischen Teil.